# شنا در المپیک تابستانی ۱۹۰۸
شنا یکی از ورزش‌های بازی‌های المپیک تابستانی ۱۹۰۸ بوده که از ۱۳ تا ۲۵ ژوئیه ۱۹۰۸ فقط در بخش مردان برگزار شده‌است.

## جدول مدال‌ها
| رتبه           | کشور                      | طلا | نقره | برنز | مجموع |
| -------------- | ------------------------- | --- | ---- | ---- | ----- |
| ۱              | بریتانیای کبیر (GBR)      | ۴   | ۲    | ۱    | ۷     |
| ۲              | ایالات متحده آمریکا (USA) | ۱   | ۰    | ۱    | ۲     |
| ۳              | آلمان (GER)               | ۱   | ۰    | ۰    | ۱     |
| ۴              | مجارستان (HUN)            | ۰   | ۲    | ۰    | ۲     |
| ۵              | استرالزی (ANZ)            | ۰   | ۱    | ۱    | ۲     |
| ۶              | دانمارک (DEN)             | ۰   | ۱    | ۰    | ۱     |
| ۷              | سوئد (SWE)                | ۰   | ۰    | ۲    | ۲     |
| ۸              | اتریش (AUT)               | ۰   | ۰    | ۱    | ۱     |
| مجموع (۸ کشور) | مجموع (۸ کشور)            | ۶   | ۶    | ۶    | ۱۸    |

## نتایج
| بازی‌ها                  | طلا                                                                                  | نقره                                                                     | برنز                                                                        |
| ۱۰۰ متر آزاد            | چارلز دانیلز (USA)                                                                   | زولتان هالمایی (HUN)                                                     | هارالد یولین (SWE)                                                          |
| ۴۰۰ متر آزاد            | هنری تیلور (GBR)                                                                     | فرانک بورپر (ANZ)                                                        | اوتو شف (AUT)                                                               |
| ۱۵۰۰ متر آزاد           | هنری تیلور (GBR)                                                                     | سیدنی بترزبی (GBR)                                                       | فرانک بورپر (ANZ)                                                           |
| ۱۰۰ متر کرال پشت        | آرنو بیبرشتین (GER)                                                                  | لودوی دم (DEN)                                                           | هربرت هارسنیپ (GBR)                                                         |
| ۲۰۰ متر قورباغه         | فردریک هولمن (GBR)                                                                   | ویلیام رابینسون (GBR)                                                    | پونتوس هانسون (SWE)                                                         |
| ۴ × ۲۰۰ متر آزاد امدادی | بریتانیای کبیر (GBR) · جان داربی‌شایر · پائولو رادمیلوویچ · ویلیام فوستر · هنری تیلور | مجارستان (HUN) · یوژف مونک · ایمره زاچار · بلا لاس-تورس · زولتان هالمایی | ایالات متحده آمریکا (USA) · هری هبنر · لئو گودوین · چارلز دانیلز · لزلی ریچ |

## کشورهای شرکت‌کننده
در مجموع ۱۰۰ شناگر از ۱۴ کشور جهان در این مسابقات شرکت کرده بودند:
| - استرالزی (۵) - اتریش (۱) - بلژیک (۷) - کانادا (۱) - دانمارک (۵) - فنلاند (۳) - فرانسه (۴) |  | - آلمان (۵) - بریتانیای کبیر (۲۸) - مجارستان (۱۰) - ایتالیا (۴) - هلند (۷) - سوئد (۱۲) - ایالات متحده آمریکا (۸) |